# Peperomia persulcata
Peperomia persulcata är en pepparväxtart som beskrevs av Truman George Yuncker. Peperomia persulcata ingår i släktet peperomior, och familjen pepparväxter. Inga underarter finns listade i Catalogue of Life.